# 参政西巷
39°54′23″N 116°22′11″E / 39.9062822°N 116.3697203°E
参政西巷，是位于北京市西城区中部的一条道路。

## 简介
参政西巷的所在地原来是大片平房民居。2000年代，此处大规模拆迁，兴建中国华能大厦。2007年开工，2009年建成。中国华能大厦西侧新开辟一条道路，南起东铁匠胡同，北到复兴门内大街，因为地处参政胡同以西，定名为参政西巷。